# Sarandí de Navarro
Sarandí de Navarro est une ville de l'Uruguay située dans le département de Río Negro. Sa population est de 269 habitants.

## Population
| Année | Population |
| ----- | ---------- |
| 1963  | 359        |
| 1975  | 276        |
| 1985  | 221        |
| 1996  | 231        |
| 2004  | 269        |

Référence,.